# 小島瑠那
小島 瑠那（こじま るな、1994年10月31日 - ）は、日本のアイドル、歌手、マルチタレント、グラビアアイドル。千葉県出身。フリーランス。元G-STAR.PRO所属。女性アイドルグループ・SAISONのメンバー。Doll☆Elements、泡沫パーティーズの元メンバー。

## 略歴

### Doll☆Elements時代（2011年 - 2017年）
- 2011年12月、アイドルグループ愛乙女★DOLLの3期研究生ユニットとして結成されたDoll☆Elementsのメンバーとしてデビューした[2]。
- KERAやHeather diaryに掲載経験を持つなど、モデルとしての活動も精力的に行う[3]。
- 2017年1月14日、Zepp Tokyoで開催された「Doll☆Elements One-Man Last Live 2017～Doll Memories～」をもってDoll☆Elementsは解散。これを機に心機一転としてグラビアに挑戦[4]。

### ソロ活動（2017年 - 2018年）
2017年
- 2月18日、Doll☆Elements解散後、ソロとして初のファンイベント「るなるなるなわぁるど Vol.1」を開催。以降「るなるなるなわぁるど」は月1回ペースで定期的に開催されている。
- 3月1日、ブログのタイトルを「runa style」に変更し、デザインを刷新。Doll☆ElementsスタッフのTwitter公式アカウントを小島瑠那スタッフへ移行。
- 3月16日、公式ホームページを開設。
- 3月30日、伊秩弘将主催ライブ「IJICHI's Living Door Vol.250」に参加。ソロとして初めてライブに出演。
- 6月7日、ミスFLASH2018にエントリーしたことを自身のTwitterで報告。
- 7月5日 - 9日、DeGeProduce DeGe10周年企画「いい日、マブダチ。」にて初めての舞台に出演。
- 7月21日、自身が作詞を手がけた初めてのオリジナル曲「パラレル」を伊秩弘将主催ライブ「IJICHI's Living Door Vol.269」で初披露。

2018年
- 1月11日、光文社主催「ミスFLASH2018」12代目グランプリを受賞[5][6]。
- 9月5日、自身初のソロアルバム『The moon』を発表[7]。

### アイドル、タレント活動（2019年 - 現在）
2019年
- 4月22日、駆け出しの飛行少女（現・泡沫パーティーズ）のセンターとしてメンバー発表。
- 5月29日、渋谷CLUBQUATTROにて駆け出しの飛行少女お披露目ライブ。
- 9月12日、東京ゲームショウでのG-STAR Gaming加入と共にG-STAR.PROへ所属。
- 11月7日、『駆け出しの飛行少女ミニワンマン〜小島瑠那生誕祭〜』をTwinBoxAKIHABARAにて開催。

2020年
- 3月7日、『駆け出しの飛行少女1stワンマンライブ 初めてのワイハ！～すみません誤字です。〇忘れました～』をTSUTAYA O-Crestにて開催。
- 6月13日、7月末で駆け出しの飛行少女現体制の終了を発表。 小島本人は残留、新体制で活動を継続。
- 11月7日、『「小島瑠那」 生誕祭❤』を開催。 1部/2部、トークショー＆撮影会＆チェキ会（会場：中目黒 studio Flocke（自然光ハウススタジオ フロック））  3部、おふ会（会場：中目黒『Mills（ミルズ）』）
- 11月15日、駆け出しの飛行少女 新章デビューライブを2021年2月28日 ZeppDiverCityで開催することを発表。
- 11月30日、駆け出しの飛行少女 新章メンバーオーディションの最終合格者を発表。
- 12月27日、SHIBUYA DESEOにて開催の『そよんFES Vol.0』に出演。
- 12月29日、駆け出しの飛行少女から泡沫パーティーズへ改名。

2021年
- 2月12日、静脈洞血栓症での入院とデビューライブ出演の取りやめを発表。
- 2月28日、『泡沫パーティーズお披露目ライブ-はじけるRe:START-』をZeppDiverCityにて開催。 アンコール曲10000Gの落ちサビにサプライズで登場。
- 3月9日、泡沫パーティーズのプロデューサーに就任。
- 3月14日、品川インターシティホールで行われた『1Million IDOL EXPO』から泡沫パーティーズとしてのライブ活動を開始。
- 10月2日、『泡沫パーティーズ1stワンマンライブ-First Kiss-』を新宿ReNYにて開催。
- 10月29日、『小島瑠那生誕祭2021』を渋谷DIVEにて開催。
- 11月20日、一年間限定アイドルユニットSAISONのメンバーとして、東京・日本橋三井ホールでお披露目ライブ。[8] 泡沫パーティーズとの兼任をスタート。
- 12月19日、室町三井ホールにて開催の『そよんフェス vol.1』に出演。

2022年
- 2月28日、『泡沫パーティーズ デビュー1周年ライブ～私たちの1年間～』をSHIBUYA DESEOにて開催。
- 11月6日、『小島瑠那生誕祭2022』をTHE GRAND HALLにて開催。
- 12月31日、SAISON活動停止。

2023年
- 1月28日、TOKYO DOME CITY HALLにて開催の『SAISON解散ライブ―白昼夢―』をもってSAISON解散。
- 2月28日、『泡沫パーティーズ2周年記念ワンマンライブ-泡沫のフィーバータイム-』を渋谷duo MUSIC EXCHANGEにて開催。 泡沫パーティーズからの卒業を発表。
- 4月9日、新宿ReNYにて開催の『小島瑠那卒業ライブ』をもって泡沫パーティーズを卒業。
- 6月1日、SAISON(第2期)への加入と、再始動復活ライブ『tomoshibi-燈-』を6月25日に渋谷 Sportify O-EASTで開催することを発表[9]。

## 人物
- 特技はホルン、季節の匂いを感じられることであり、Doll☆Elementsのレギュラーラジオ番組『Doll☆Elementsの「どるラジ」』内では、日常のシチュエーションを四季の一つに当てはめる「Perfumer  KOJIMA」というコーナーを担当していた[10]。
- 得意料理は「ぶり大根」[3]。
- 自己紹介は、「どるえれの妹担当、いーちばんお味噌汁が大好きなるなぽんこと、小島瑠那です。よろしくお願いします！」[11]。
- 愛称である「るなぽん」は、自身の好物である「ゆずポン」に由来している[12]。
- ポメラニアンのマロニーと同居している。
- 趣味はエステ、ドラマ・映画鑑賞[10]。特に邦画、洋画を問わず映画好きであることを公言しており、Bay FMで放送されていたDoll☆Elementsのレギュラーラジオ番組『Doll☆Elementsの「君のアシタを応援したい！」』（2014年4月6日 - 2015年9月27日）では、自身のおすすめ映画を紹介するコーナーである、「るなぽんのちょこっとシアター」を担当していた[13]。
- グループアイドル時代は水着を原則禁止されていたが、1度だけ仕事で水着を着用したことが「とても楽しかった」とし、「本当はずっとグラビアをやってみたかったので、解散後にソロになって応募した」と語っている[5]。なお、グラビアアイドルとしては小島瑠璃子を目標としている[5]。
- イトーカンパニー所属の溝口恵は高校時代からの親友で、今でも仲が良い[14]。
- 高校の先輩にもあたる愛迫みゆを尊敬しており、最後のアイドル活動として愛迫が選んだSAISONの結成時に参加を呼びかけられた際に泡沫パーティーズとの兼任に不安を持ちつつも『断る理由がなかった』と語っている[15]。
- 愛迫を介して知り合った虹色の飛行少女の林あやのや山岸奈津美とも仲が良い。

## 出演

### ライブ
- 伊秩弘将主催ライブ「IJICHI's Living Door」
  - Vol.250（2017年3月30日、恵比寿天窓.Switch）
  - Vol.257（2017年5月5日、恵比寿天窓.Switch）
  - Vol.262（2017年6月9日、恵比寿天窓.Switch）
  - Vol.269（2017年7月21日、真昼の月 夜の太陽）
  - Vol.276（2017年8月28日、恵比寿天窓.Switch）

### 舞台
- 朗読歌唱劇『あの日、たしかに私たちは「アイドル」だった』（2016年2月19日、imagineスタジオ） - ゲスト出演
- DeGeProduce DeGe10周年企画「いい日、マブダチ。」（2017年7月5日 - 9日、中野ザ・ポケット） - 真希 役
- 夜神探偵事務所～ディスコードメモリー（2019年8月21日 - 25日、新宿シアターモリエール） - 小島瑠那 役

### テレビ番組
- CSテレ朝ナビ!!スペシャル（2017年3月17日、テレビ朝日）
- 東京オーディション(仮)（2017年7月18日・31日・8月14日、TOKYO MX）※ミスFLASH2018候補者として

### ウェブ番組
- NMB48吉田朱里の｢アイドルべっぴんさん計画｣ #1（2017年1月28日、Kawaiian TV） - ゲスト出演
- 【全日本○○グラドルコンテスト】アビリティ（2018年11月4日 - 、AbemaTV） - サポーター

### 広告
- ポカリスエット「ポカリ、のまなきゃ。」キャンペーン（2017年、大塚製薬） - モデル

### イベント
- どるえれふわふわ60分小島瑠那浴衣で贈る一足早い夏休み（2013年5月30日、ドリーミュージック本社）[16]
- ミスFLASH2018撮影会（2017年6月25日・7月22日、Fresh!AKIBA ササゲ）
- ミスFLASH2018撮影会（2017年8月13日、Fresh! -Zero Studio-）
- BBQイベント「るなわぁ特別BBQ編！～♡にくにくにくわぁるど♡～」（2017年10月8日、都内某所）

### 定期イベント
- 定期ファンイベント「るなるなるなわぁるど」
  - Vol.1（2017年2月18日、東京ベルエポック美容専門学校 第2校舎）
  - Vol.2（2017年3月20日、東京ベルエポック美容専門学校 第2校舎）
  - Vol.3（2017年4月8日、東京ベルエポック美容専門学校 第2校舎）ゲスト：古橋舞悠
  - Vol.4（2017年5月7日、東京ベルエポック美容専門学校 第2校舎）
  - Vol.5（2017年6月18日、東京ベルエポック美容専門学校 第2校舎）
  - Vol.6（2017年7月15日、東京ベルエポック美容専門学校 第2校舎）
  - Vol.7（2017年8月20日、東京ベルエポック美容専門学校 第2校舎）

## 作品

### アルバム
- The moon（2018年9月5日、play music records/ドリーミュージック CD:PPMR-0008）[7]

### イメージビデオ
- ミスFLASH2018（2018年4月20日、ラインコミュニケーションズ)
- 月が綺麗ですね（2021年7月21日、竹書房）[17]
- 可愛いボクの妹（2021年11月26日、エスデジタル)